# Vittorio Godigna
Vittorio Godigna (né à Pola, le 12 février 1908 et mort à une date inconnue) est un footballeur et entraîneur italien des années 1930. Il est le premier sélectionneur du Venezuela.

## Biographie
Vittorio Godigna joue 48 matchs et inscrits 5 buts en Serie A.

## Palmarès

### Compétition régionale
- Vainqueur de la Seconda Divisione en 1932 avec Perugia

### Compétitions nationales
- Champion de Serie B en 1935 avec le Genoa CFC
- Champion du Venezuela en 1936, 1937 et 1938 avec Dos Caminos